# Santa Maria Immacolata a Villa Borghese

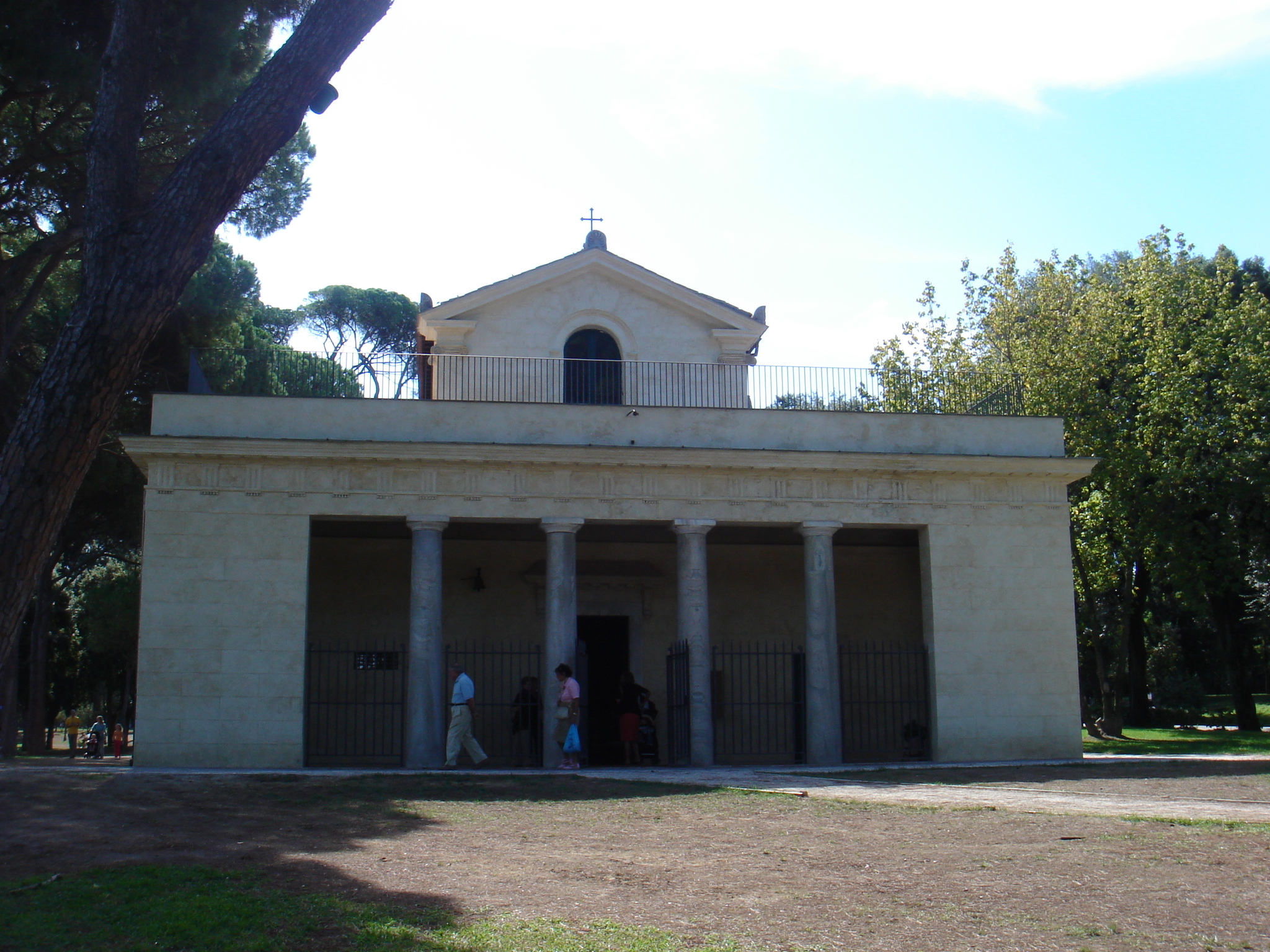
Santa Maria Immacolata a Villa Borghese

Santa Maria Immacolata a Villa Borghese é uma pequena igreja de Roma localizada na Piazza di Siena, no quartiere Pinciano, no interior do parque da Villa Borghese. É dedicada à Imaculada Conceição.

## História
Esta igreja está incluída na estrutura da chamada Casina di Raffaello, construída no final do século XVIII por ordem do príncipe Marcantonio Borghese, que ordenou a reestruturação de uma casa de campo utilizada por empregados e lavradores de sua propriedade em uma igreja dedicada a Nossa Senhora; as obras foram comandadas pelo arquiteto Mario Asprucci. Obras de restauração foram realizadas em 1829 por Luigi Canina e foi nesta ocasião que a igreja foi decorada em afrescos de Pietro Carrarini. Caracaterístico desta igreja é o pórtico com quatro colunas dóricas.
Atualmente, a igreja é um local de culto subsidiário da paróquia de Santa Teresa d'Avila.

## Descrição
O minúsculo interior  retangular está dividido em três baias e foi restaurado em 1828. A abóbada de berço abrigam três tondos centrais e três profundas lunetas de cada lado, que chegam aos tondos e são truncados por ele. Tondos e lunetas são separadas por nervuras pintadas com temas florais e as lunetas e paneis entre elas estão pintados, de forma alternada, em azul pálido e cinza claro. Estas zonas abrigam a figura de um santo ou profeta no interior de pequenas edículas. A luneta central mostra anjos no céu e as duas laterais, frondes.
O telhado está assentado sobre uma cornija que corre por todo o perímetro da igreja. As paredes laterais ou são lisas ou listadas em cinza claro e mármore branco.
O altar-mor tem uma pequena edícula com um entablamento triangular apoiado por um par de colunas de granito jônicas. A peça-de-altar é uma estátua da Imaculada Conceição de Guillaume-Antoine Grandjacquet. Sobre ela está uma luneta na parede com um afresco, "Deus Pai Venerado por Anjos". Nos cantos de cada lado do altar estão pilastras de mármore branco, o mesmo das paredes.